# Săcălășeni
Săcălășeni (in ungherese Szakállasfalva) è un comune della Romania di 2 448 abitanti, ubicato nel distretto di Maramureș, nella regione storica della Transilvania.
Il comune è formato dall'unione di 3 villaggi: Coruia, Culcea, Săcălășeni.
Nel comune si trova la chiesa lignea dedicata all'Assunzione di Maria (Adormirea Maicii Domnului), costruita secondo la tradizione orale nel 1442 e ricostruita nel XVIII secolo. La chiesa, di grandi dimensioni e costruita con grossi elementi lignei, è a pianta rettangolare con un'abside poligonale ed una torre campanaria molto alta, che svetta sopra il pronao. Ornata esternamente con ricche sculture, ha nel suo interno una serie di affreschi del 1865. La chiesa è stata dichiarata monumento nazionale nel 2000.